# Graham Noyce

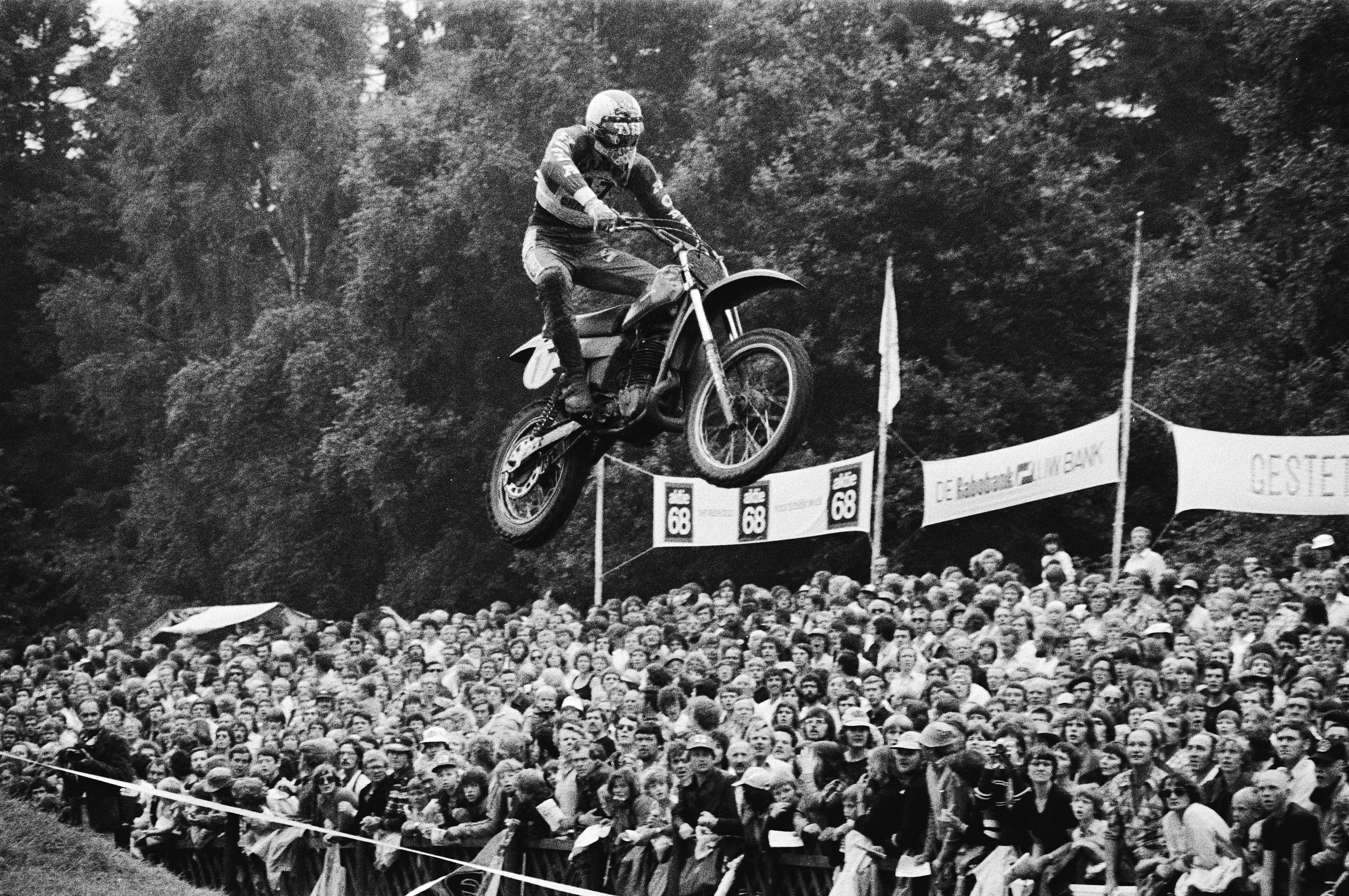
Noyce in 1979

Graham Noyce (Hampshire, 18 februari 1957) is een Brits voormalig motorcrosser.

## Carrière
In 1979 behaalde Noyce de Wereldtitel motorcross 500 cc, waarbij hij een sterk aantal tegenstanders versloeg, zoals zijn ploegmaat bij Honda, André Malherbe, de twee piloten van Suzuki, Roger De Coster en Gerrit Wolsink, Brad Lackey die met Kawasaki reed en Heikki Mikkola van Yamaha. Hij was de eerste Britse piloot na Jeff Smith die een wereldtitel won in de 500 cc. Hij bezorgde als eerste Honda een wereldtitel in het motorcross.

## Palmares
- 1979: Wereldkampioen 500 cc